# Gingelom
Gingelom este o comună din regiunea Flandra din Belgia. Comuna este formată din localitățile Gingelom, Borlo, Buvingen, Jeuk, Montenaken, Niel-bij-Sint-Truiden, Mielen-boven-Aalst, Muizen, Boekhout, Vorsen și Kortijs. Suprafața totală a comunei este de 56,49 km². La 1 ianuarie 2008 comuna avea o populație totală de 7.966 locuitori. 
1. ↑  Crossroad Bank of Enterprises, accesat în 30 iulie 2023